# 2015년 세계 군인 체육 대회
2015년 세계 군인 체육 대회는 2015년 10월 2일부터 10월 11일까지 대한민국 경상북도 문경시에서 개최된 6번째 세계 군인 체육 대회이다. 일부 종목은 대구광역시와 상주시, 안동시, 김천시, 영천시, 영주시, 포항시, 예천군 등에서 개최되었다.

## 마스코트
- 해라온(Haeraon)
- 해라오니(Haeraoni)

## 참가국
- 가나
- 가봉
- 가이아나
- 그리스
- 기니
- 나미비아
- 나이지리아
- 남아프리카 공화국
- 네덜란드
- 노르웨이
- 뉴질랜드
- 니제르
- 니카라과
- 대한민국
- 덴마크
- 도미니카 공화국
- 독일
- 라이베리아
- 라트비아
- 러시아
- 레바논
- 레소토
- 루마니아
- 룩셈부르크
- 리투아니아
- 북마케도니아
- 말라위
- 말레이시아
- 말리
- 멕시코
- 모로코
- 모리타니
- 몬테네그로
- 몽골
- 미국
- 미얀마
- 바레인
- 바베이도스
- 방글라데시
- 베냉
- 베네수엘라
- 베트남
- 벨기에
- 벨라루스
- 보스니아 헤르체고비나
- 부르키나파소
- 불가리아
- 브라질
- 사우디아라비아
- 상투메 프린시페
- 세네갈
- 세르비아
- 세이셸
- 수리남
- 스리랑카
- 스와질란드
- 스웨덴
- 스위스
- 스페인
- 슬로바키아
- 슬로베니아
- 시리아
- 싱가포르
- 아랍에미리트
- 아르메니아
- 아르헨티나
- 아이슬란드
- 아제르바이잔
- 알바니아
- 알제리
- 앙골라
- 에스토니아
- 에콰도르
- 엘살바도르
- 영국
- 오만
- 오스트레일리아
- 오스트리아
- 요르단
- 우간다
- 우루과이
- 우크라이나
- 이란
- 이스라엘
- 이집트
- 이탈리아
- 인도
- 인도네시아
- 일본
- 잠비아
- 조지아
- 중앙아프리카 공화국
- 중화인민공화국
- 체코
- 칠레
- 카메룬
- 카자흐스탄
- 카타르
- 캐나다
- 케냐
- 코모로
- 코트디부아르
- 콜롬비아
- 콩고 공화국
- 쿠웨이트
- 크로아티아
- 키프로스
- 태국
- 탄자니아
- 튀르키예
- 투르크메니스탄
- 튀니지
- 트리니다드 토바고
- 파키스탄
- 파푸아뉴기니
- 팔레스타인
- 페루
- 포르투갈
- 폴란드
- 프랑스
- 필리핀
- 핀란드
- 헝가리
- 홍콩

## 경기 종목
| - 공군5종 - 양궁 - 육상 - 농구 - 복싱 | - 사이클 - 축구 - 펜싱 - 골프 - 핸드볼 | - 유도 - 마라톤 - 육군5종 - 근대5종 - 해군5종 | - 오리엔티어링 - 고공강하 - 요트 - 사격 - 수영 | - 태권도 - 트라이애슬론 - 배구 - 레슬링 |

## 경기장
| 종목         | 소재지     | 경기장                       | 비고   |
| ------------ | ---------- | ---------------------------- | ------ |
| 공군5종      | 문경시     | 국군체육부대 사격장          |        |
| 공군5종      | 예천군     | 제16전투비행단               |        |
| 양궁         | 예천군     | 예천진호국제양궁장           |        |
| 육상         | 문경시     | 국군체육부대 종합경기장      |        |
| 농구         | 안동시     | 안동실내체육관               |        |
| 복싱         | 영주시     | 영주국민체육센터             |        |
| 사이클       | 문경시     | 문경시내 일대                |        |
| 축구         | 문경시     | 국군체육부대 종합경기장      | 결승전 |
| 축구         | 문경시     | 문경시민운동장               |        |
| 축구         | 김천시     | 김천종합운동장               |        |
| 축구         | 상주시     | 상주시민운동장               |        |
| 축구         | 안동시     | 안동시민운동장               |        |
| 축구         | 영주시     | 영주시민운동장               |        |
| 펜싱         | 문경시     | 국군체육부대 실내테니스장    |        |
| 골프         | 안동시     | 탑블리스 골프장              |        |
| 핸드볼       | 상주시     | 상주실내체육관               |        |
| 유도         | 문경시     | 국군체육부대 실내종합경기장  |        |
| 마라톤       | 문경시     | 국군체육부대 종합경기장      |        |
| 육군5종      | 영천시     | 영천 고경사격장              |        |
| 육군5종      | 영천시     | 영천3사관학교                |        |
| 근대5종      | 문경시     | 국군체육부대 근대5종 경기장  |        |
| 해군5종      | 포항시     | 포항 해병1사단               |        |
| 오리엔티어링 | 충주시     | 탄금호국제조정경기장         |        |
| 고공강하     | 포항시     | 포항 해병1사단 제1전투연병장 |        |
| 요트         | 포항시     | 영일대해수욕장               |        |
| 사격         | 영천시     | 영천 고경사격장              |        |
| 사격         | 대구광역시 | 대구사격장                   |        |
| 수영         | 김천시     | 김천실내수영장               |        |
| 태권도       | 문경시     | 국군체육부대 실내종합경기장  |        |
| 트라이애슬론 | 포항시     | 영일대해수욕장               |        |
| 배구         | 김천시     | 김천실내체육관               |        |
| 배구         | 김천시     | 김천실내배드민턴장           |        |
| 레슬링       | 문경시     | 문경실내체육관               |        |

## 메달 집계
| 순위 | 국가              | 금메달 | 은메달 | 동메달 | 합계 |
| ---- | ----------------- | ------ | ------ | ------ | ---- |
| 1    | 러시아            | 59     | 43     | 33     | 135  |
| 2    | 브라질            | 34     | 26     | 34     | 94   |
| 3    | 중국              | 32     | 29     | 35     | 96   |
| 4    | 대한민국          | 19     | 15     | 25     | 59   |
| 5    | 폴란드            | 6      | 9      | 15     | 30   |
| 6    | 독일              | 6      | 8      | 14     | 28   |
| 7    | 프랑스            | 6      | 8      | 9      | 23   |
| 8    | 바레인            | 6      | 2      | 4      | 12   |
| 9    | 이탈리아          | 5      | 9      | 8      | 22   |
| 10   | 노르웨이          | 4      | 1      | 1      | 6    |
| 11   | 이란              | 3      | 9      | 12     | 24   |
| 12   | 우크라이나        | 3      | 8      | 9      | 20   |
| 13   | 몽골              | 3      | 4      | 5      | 12   |
| 14   | 체코              | 3      | 2      | 0      | 5    |
| 15   | 케냐              | 2      | 4      | 2      | 8    |
| 16   | 핀란드            | 2      | 4      | 1      | 7    |
| 17   | 이집트            | 2      | 3      | 4      | 9    |
| 18   | 오스트리아        | 2      | 3      | 2      | 7    |
| 19   | 알제리            | 2      | 2      | 2      | 6    |
| 20   | 미국              | 2      | 1      | 1      | 4    |
| 21   | 스웨덴            | 2      | 0      | 2      | 4    |
| 22   | 벨기에            | 2      | 0      | 1      | 3    |
| 22   | 튀니지            | 2      | 0      | 1      | 3    |
| 24   | 사우디아라비아    | 2      | 0      | 0      | 2    |
| 25   | 벨라루스          | 1      | 6      | 6      | 13   |
| 26   | 아제르바이잔      | 1      | 3      | 6      | 10   |
| 27   | 카자흐스탄        | 1      | 2      | 6      | 9    |
| 28   | 스위스            | 1      | 2      | 2      | 5    |
| 29   | 슬로베니아        | 1      | 1      | 3      | 5    |
| 30   | 모로코            | 1      | 0      | 4      | 5    |
| 31   | 튀르키예          | 1      | 0      | 2      | 3    |
| 32   | 오만              | 1      | 0      | 1      | 2    |
| 32   | 베트남            | 1      | 1      | 1      | 3    |
| 34   | 크로아티아        | 1      | 0      | 0      | 1    |
| 34   | 에콰도르          | 1      | 0      | 0      | 1    |
| 34   | 헝가리            | 1      | 0      | 0      | 1    |
| 34   | 시리아            | 1      | 0      | 0      | 1    |
| 38   | 카타르            | 0      | 4      | 2      | 6    |
| 39   | 루마니아          | 0      | 3      | 3      | 6    |
| 40   | 인도              | 0      | 1      | 5      | 6    |
| 41   | 인도네시아        | 0      | 1      | 2      | 3    |
| 41   | 라트비아          | 0      | 1      | 2      | 3    |
| 41   | 태국              | 0      | 1      | 2      | 3    |
| 41   | 베네수엘라        | 0      | 1      | 2      | 3    |
| 45   | 도미니카 공화국   | 0      | 1      | 1      | 2    |
| 46   | 리투아니아        | 0      | 1      | 0      | 1    |
| 46   | 룩셈부르크        | 0      | 1      | 0      | 1    |
| 48   | 불가리아          | 0      | 0      | 2      | 2    |
| 48   | 캐나다            | 0      | 0      | 2      | 2    |
| 48   | 카메룬            | 0      | 0      | 2      | 2    |
| 48   | 덴마크            | 0      | 0      | 2      | 2    |
| 52   | 아르메니아        | 0      | 0      | 1      | 1    |
| 52   | 에스토니아        | 0      | 0      | 1      | 1    |
| 52   | 쿠웨이트          | 0      | 0      | 1      | 1    |
| 52   | 남아프리카 공화국 | 0      | 0      | 1      | 1    |
| 52   | 혼합팀            | 0      | 0      | 1      | 1    |
| 52   | 스리랑카          | 0      | 0      | 1      | 1    |
| 52   | 우간다            | 0      | 0      | 1      | 1    |